# Côte-d'Or
A Côte-d'Or (em português Costa de Ouro) é um departamento da França localizado na região da Borgonha-Franco-Condado. Sua capital é a cidade de Dijon.

## História
Côte-d'Or foi um dos 83 departamentos originais criados durante Revolução Francesa em 4 de Março de 1790, tendo até então feito parte da antiga província da Borgonha.

## Geografia

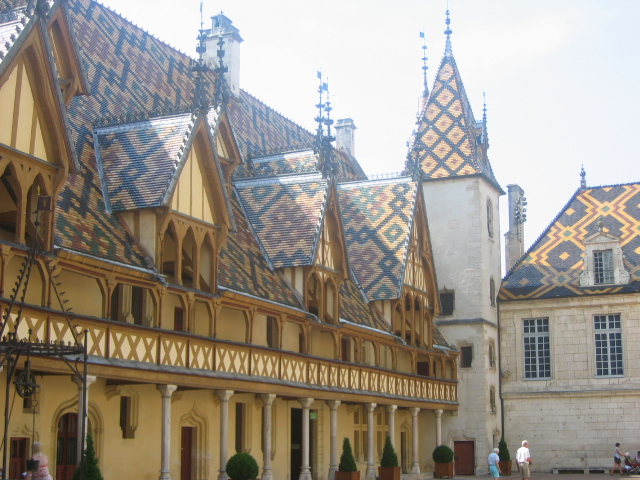
Beaune

O departamento é parte da região da Borgonha e faz fronteira os departamentos de Yonne, Nièvre, Saône-et-Loire, Jura, Aube, e Alto Marne.
Uma cadeia de montanhas chamada Platô de Langres corre de nordeste a sudeste através da Côte-d'Or, ao norte de Dijon. Na face sudeste das escarpas da Côte-d'Or localiza-se o local de cultivo do célebre vinho Borgonha. Para o oeste do Platô de Langres, em direção a Champanha-Ardenas, se encontra o distrito de Châtillon. Ao sudeste do platô e das escarpas, o departamento segue plano pelo curso do rio Saône.
Inclui os rios:
- O Saône
- O Sena - nasce extremo sul do Platô de Langres.
- O Ouche - nasce nas encostas das escarpas e segue para o Saône via Dijon.
- O Armançon - nasce nas encostas das escarpas e segue nordeste.
- O Arroux - nasce nas encostas das escarpas ao extremo sul do departamento.

## Clima
O clima é temperado, com chuva abundante no lado oeste até a área central.

## Economia
Esta é uma área de cultivo de vinhedos, embora também haja plantações de grãos e batatas. Ovelhas e gado também são criados no departamento. A região é famosa pela mostarda de Dijon.
Há minas de carvão e indústrias pesadas, incluindo aço, maquinaria e agrícola.
As industrias mais desenvolvidas em Côte-d’Or são:
- agricultura e alimentícia (14% de empregados)
- metalurgia e manufaturados (12% de empregados)
- química, borracha e plásticos (12% de empregados)
- farmácia
- elétrica, componentes eletrônicos e equipamentos
- madeira e papel.

Os grandes trabalhos estão geralmente na área conurbada de Dijon, embora a maior (CEA Valduc) esteja nas Salives no Platô de Langres. Existem também trabalhos em metal na SEB no Selongey abaixo do Platô às margens planas do Saône e o grupo Valourec em Montbard no oeste do departamento no rio Brenne próximo a junção com o Armançon.
A indústria farmacêutica tem mostrado grande crescimento em anos recentes.
No entanto, desde que a zona de estatística de emprego de Dijon inclui o centro administrativo urbano da Borgonha, o setor de serviços proporcionalmente maior em relação ao industrial, do que as outras três zonas de Côte-d'Or.

## Turismo
Alguns dos maiores atrativos turísticos são as abadias da Igreja gótica de Saint-Seine-l'Abbaye e a Igreja romanesca de Saulieu, bem como o Castelo de Bussy Rabutin em Bussy-le-Grand. A abadia de Cister, sede da Ordem de Cister, situa-se a leste de Nuits-Saint-Georges, no sul do departamento.